# Monolepta laboissierei
Monolepta laboissierei là một loài bọ cánh cứng trong họ Chrysomelidae. Loài này được Wagner miêu tả khoa học năm 2001.